# 榕叶卫矛
榕叶卫矛（学名：Euonymus ficoides）为卫矛科卫矛属下的一个种。